# Солнечне міське поселення (Солнечний район)
Со́лнечне міське поселення (рос. Солнечное городское поселение) — міське поселення у складі Солнечного району Хабаровського краю Росії.
Адміністративний центр — селище міського типу Солнечний.

## Історія
Селище Фестивальний було ліквідовано 2012 року.

## Населення
Населення міського поселення становить 11745 осіб (2019; 13534 у 2010, 14795 у 2002).

## Склад
До складу сільського поселення входять:
| Населений пункт                 | Населення, осіб (2002) | Населення, осіб (2010) |
| ------------------------------- | ---------------------- | ---------------------- |
| Солнечний, селище міського типу | 14415                  | 13048                  |
| Фестивальний, селище            | 59                     | 5                      |
| Хальгасо, селище                | 321                    | 223                    |